# Josimar Rodrigues Souza Roberto
Josimar Rodrigues Souza Roberto (16 augustus 1987) is een Braziliaans voetballer.

## Carrière
Josimar speelde tussen 2006 en 2012 voor Ipatinga, Ventforet Kofu, Ehime FC en Tokyo Verdy.